# Kulah
Das Kulah, auch Koolah, verschiedentlich Kulak, war ein Volumen- und Getreidemaß auf Sumatra.

## Volumeneinheit
- 1 Kulah = 4 Tschupah = 208,17 Pariser Kubikzoll = 4,129 Liter
  - Singapur: 1 Tschupah = ¼ Gantang = 1,133 Liter
  - Sumatra: Tschupah = ¼ Kulah = 52,042 Pariser Kubikzoll = 1,0323 Liter
- 1 Coyan = 800 Kulahs = 33,03 Hektoliter

## Masseneinheit
Auch als Masseneinheit gab es das Kulah.
Öl wurde als Gewicht verkauft:
- 1 Kulah = 8 Pfund (engl. Avoirdupois)

Als Handelsgewicht galt
- 17 Kulahs = 1 Pikol = 133 1/3 Pfund (engl. Avoirdupois)
- Reis: 1 Kulah = 7 43/51 oder 7 17/20 Pfund (engl. Avoirdupois)